# Beuditz (Naumburg)
Beuditz ist ein Ortsteil von Naumburg (Saale) und liegt im Burgenlandkreis in Sachsen-Anhalt. Es liegt etwa 5 km südöstlich vor Naumburg.

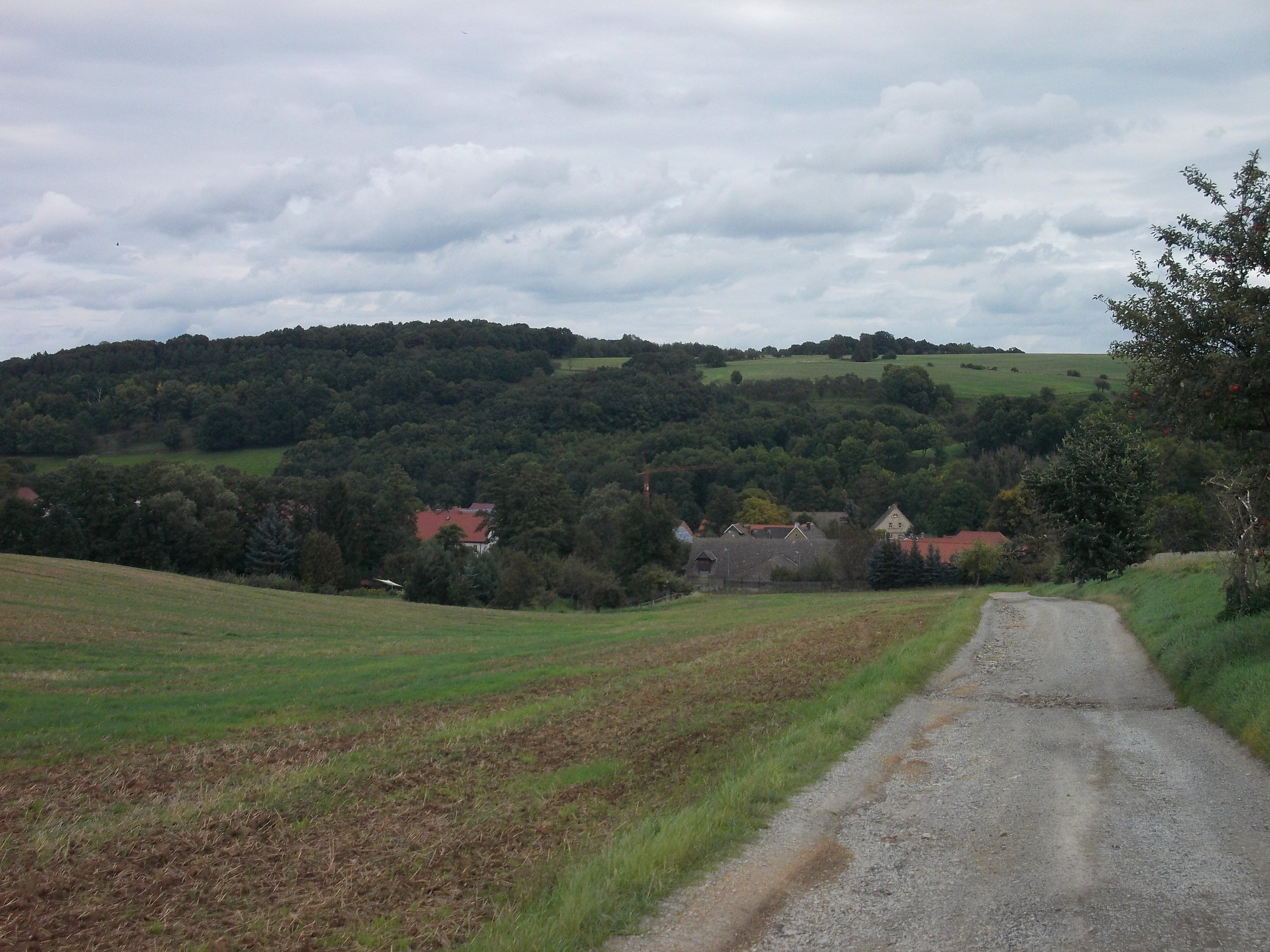
Beuditz von Südwesten

## Geschichte
Die erste urkundliche Erwähnung von Beuditz erfolgte am 21. Juli 1040, als das vermutlich aus einer sorbischen Siedlung entstandene Dorf durch eine Schenkung des Königs Heinrich III. an das katholische Bistum Naumburg gelangte.
Am 1. Oktober 1991 wurde Beuditz nach Naumburg eingemeindet.

## Politik
Ortsbürgermeister ist Hubert Tomm.